# Feira da Ladra (revista)
Feira da Ladra foi uma revista dirigida por Manuel Augusto Cardoso Marta que se publicou em Lisboa entre 1929 e 1942. Trata-se de uma revista de linguajar simples, não fosse a pretensão do seu diretor torná-la acessível a um vasto leque de leitores, de textos curtos e objetivos, tendo como pano de fundo o reviver de um passado apresentado como mais animado e glorioso. A sintonia com o discurso governativo é clara, através de referências nacionalistas que vão da história às tradições, passando pela heráldica, numísmática, património, arte e costumes, o que torna a Feira da Ladra  num repositório de memórias. Colaboram neste armazém de velharias uma lista considerável de personalidades, (que se pode ler no final do tomo IX) onde figuram, entre outros, os nomes de: Augusto Vieira da Silva, Alfredo Pimenta, Armando Leça, Armando de Matos, Carlos Malheiro Dias, Castelo Branco Chaves, Ernesto Soares, Fernando Pires de Lima, Fidelino de Figueiredo, João de Castro, Jardim de Vilhena, Joaquim Santos Júnior, Leite de Vasconcelos, Júlio Dantas, Gustavo Matos Sequeira, Martinho da Fonseca, Rocha Martins, Raul da Costa Couvreur, Sebastião Pessanha e Virgílio Correia.